# Andelst

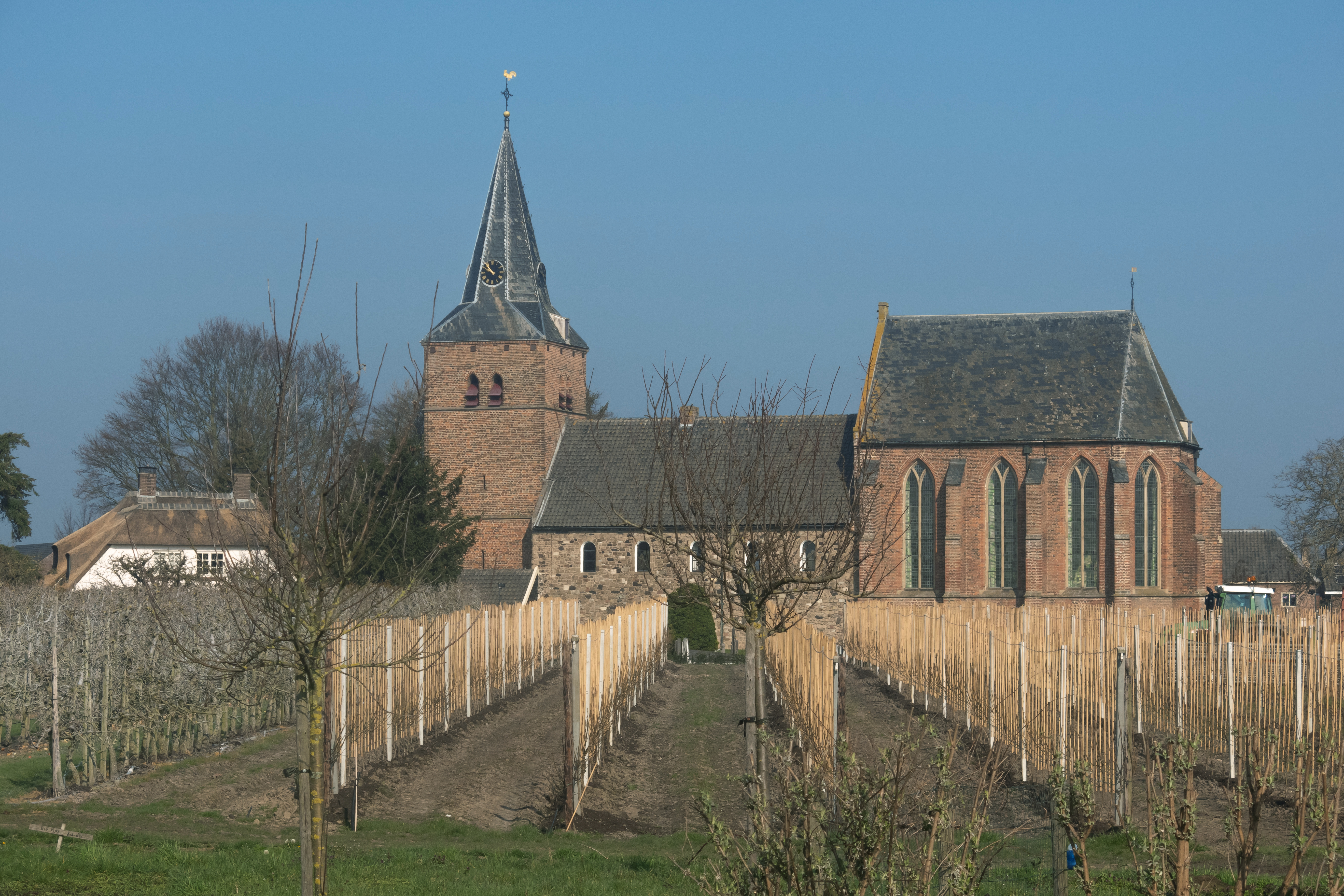
Andelst, de Hervormde Dorpskerk

Andelst is een kerkdorp in de gemeente Overbetuwe, in de Nederlandse provincie Gelderland. Het kende op 1 januari 2023 zo'n 1.715 inwoners.
Tot 2001 behoorde het dorp tot de gemeente Valburg. De plaats is al oud, al in 885 wordt de plaats genoemd als Andassale. Die benaming zou terugslaan op zaal, dat iets van een uit één ruimte bestaand huis betekent. In 1294 en 1295 wordt de plaats even Anders genoemd.
In het dorp is een hervormde kerk met een romaans schip uit de 11e eeuw, een toren uit 1400 en een gotisch koor uit 1440. Tot 1846 stond even ten westen van het dorp het Huis te Andelst.
Aan de noordzijde van het dorp ligt het treinstation Zetten-Andelst.
Andelst was het een van de plekken waarvandaan de piraat Radio Invicta (1979 - 1983) uitzond, de eerste en een van de weinige piratenzenders in de Betuwe die zich ook uiteindelijk begaf op de televisie als televisiepiraat.